# Bolosingo
Bolosingo is een bestuurslaag in het regentschap Pacitan van de provincie Oost-Java, Indonesië. Bolosingo telt 1232 inwoners (volkstelling 2010).